# Zebrahead
Zebrahead — американський панк-рок-гурт з округу Орандж, Каліфорнія, сформований в 1996 році.

Члени гурту довго думали, в якому напрямку їм грати, бо ска-панк, що активно набирав в той час обороти, їх не надихнув. Тому вони вирішили впроваджувати у свою музику елементи хіп-хопу, для чого запросили репера Алі Табатабаі.
Після випуску EP під назвою Yellow в травні 1998, гурт підписав контракт зі студією Columbia Records на видання їх першого повноцінного альбому Waste Of Mind, який вийшов у тому ж році. У 2001 вийшов другий альбом, Playmate Of The Year.
У своїх концертах гурт виступав на одній сцені з такими гуртами, як Green Day, Less Than Jake, Kottonmouth Kings, 311, Reel Big Fish, Goldfinger.
У 2005 році до гурту приєднався вокаліст Метті Льюїс, який раніше був вокалістом гурту Jank 1000. Тоді гурт дещо змінив стиль, і почав виступати у жанрі поп-панку та панк-року. Наразі творчістю гурту захоплюється Японія, де альбом Broadcast To The World (2006) став золотим. До цього альбому також увійшла пісня-саундтрек до гри FlatOut 2, який дістав одразу дві назви «Gimme some more» та «Lobotomy for Dummies».
Навесні 2009 року Zebrahead оголосили про випуск кавер-альбому з піснями, оригінально виконаними музикантками 1990-х–2000-х років, наступного листопада. Panty Raid передує синглу «Girlfriend» авторства Авріл Лавін. Щоб популяризувати його, гурт розпочав тур Less Than Jake наприкінці 2009 року та гастролювала Японією та Європою, зрештою завершившись у США навесні 2010 року. Наступної осені гурт почав запис оригінального матеріалу вперше після випуску Phoenix. Дев'ятий студійний альбом гурту Zebrahead Get Nice!, який розпочався синглом «Ricky Bobby» і заголовною піснею «Get Nice!» вийшов у липні 2011 року, досягнувши № 3 у рейтингу U.S. Top Heatseekers. Акція відбулася у вигляді туру Get Nice! або Die Trying, де гурт виступав на майданчиках і фестивалях по всій Європі, Японії, Австралії та Сполучених Штатах між релізом альбому та літом 2012 року.

## Концерти в Україні
31 травня 2014 року гурт виступив в клубі «Зелений театр», що в Києві з концертом на підтримку свого десятого альбому «Call Your Friends». Наступний концерт відбувся 19 серпня 2016 року в рамках фестивалю «Zaxidfest».

## Учасники гурту

### Поточні учасники
- Метті Люіс (Matty Lewis): вокал/ритм-гітара (2005 — теперішній час)
- Алі Табатабаі (Ali Tabatabaee): вокал (1996 — теперішній час)
- Ед Адхус (Ed Udhus): барабани (1996 — теперішній час)
- Бен Осмундсон (Ben Osmundson): бас гітара/бек-вокал (1996 — теперішній час)
- Ден Палмер (Dan Palmer): гітара/бек-вокал (2013 — теперішній час)

### Колишні учасники
- Джастін Мауриелло (Justin Mauriello): вокал/ритм-гітара (1996—2004)
- Грег Бергдорф (Greg Bergdorf): гітара/бек-вокал (1996—2013)

### Схема
Не вдається зібрати вхід EasyTimeline:

Timeline generation failed: 5 errors found

Line 6: TimeAxis = orientation: horizontal format: yyyy

- TimeAxis definition incomplete. No value specified for attribute 'orientation'.

Line 7: Legend = orientation: vertical position: bottom columns:4

- TimeAxis definition incomplete. No value specified for attribute 'horizontal'.

Line 8: ScaleMajor = increment:2 start:1995

- TimeAxis definition incomplete. No value specified for attribute 'format'.

Line 9: ScaleMinor = increment:1 start:1995

- TimeAxis definition incomplete. No value specified for attribute 'yyyy'.

Line 44: PlotData=

- PlotData invalid. No (valid) command 'TimeAxis' specified in previous lines.

## Дискографія
Студійні альбоми
- Zebrahead (1998)
- Waste of Mind (1998)
- Playmate of the Year (2000)
- MFZB (2003)
- Waste of MFZB (2004)
- Broadcast to the World (2006)
- Phoenix (2008)
- Panty Raid (2009)
- Get Nice! (2011)
- Call Your Friends (2013)
- The Early Years – Revisited (2015)
- Walk the Plank (2015)
- Brain Invaders (2019)